# Diodella radula
Diodella radula là một loài thực vật có hoa trong họ Thiến thảo. Loài này được (Willd. & Hoffmanns. ex Roem. & Schult.) Delprete mô tả khoa học đầu tiên năm 2004.